# Hogna bicoloripes
Hogna bicoloripes là một loài nhện trong họ Lycosidae.
Loài này thuộc chi Hogna. Hogna bicoloripes được Carl Friedrich Roewer miêu tả năm 1960.